# Veltrusy (zámek)
Veltrusy jsou vrcholně barokní zámek obklopený areálem zahrady, parku a dalších budov. Komplex se nachází na severním okraji města Veltrusy v okrese Mělník ve Středočeském kraji, asi 25 kilometrů severně od Prahy. Zámek je chráněn jako národní kulturní památka. Spravuje jej Národní památkový ústav.

## Historie

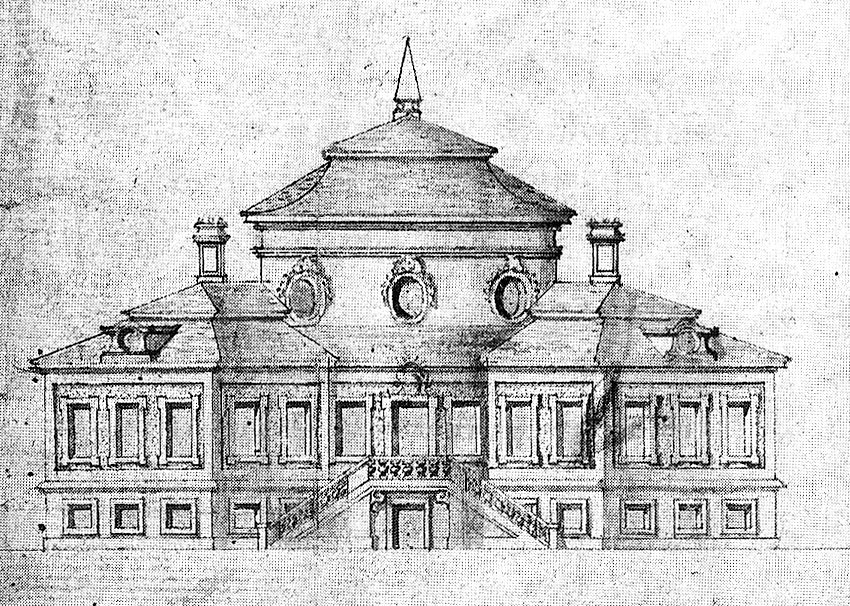
První podoba zámku

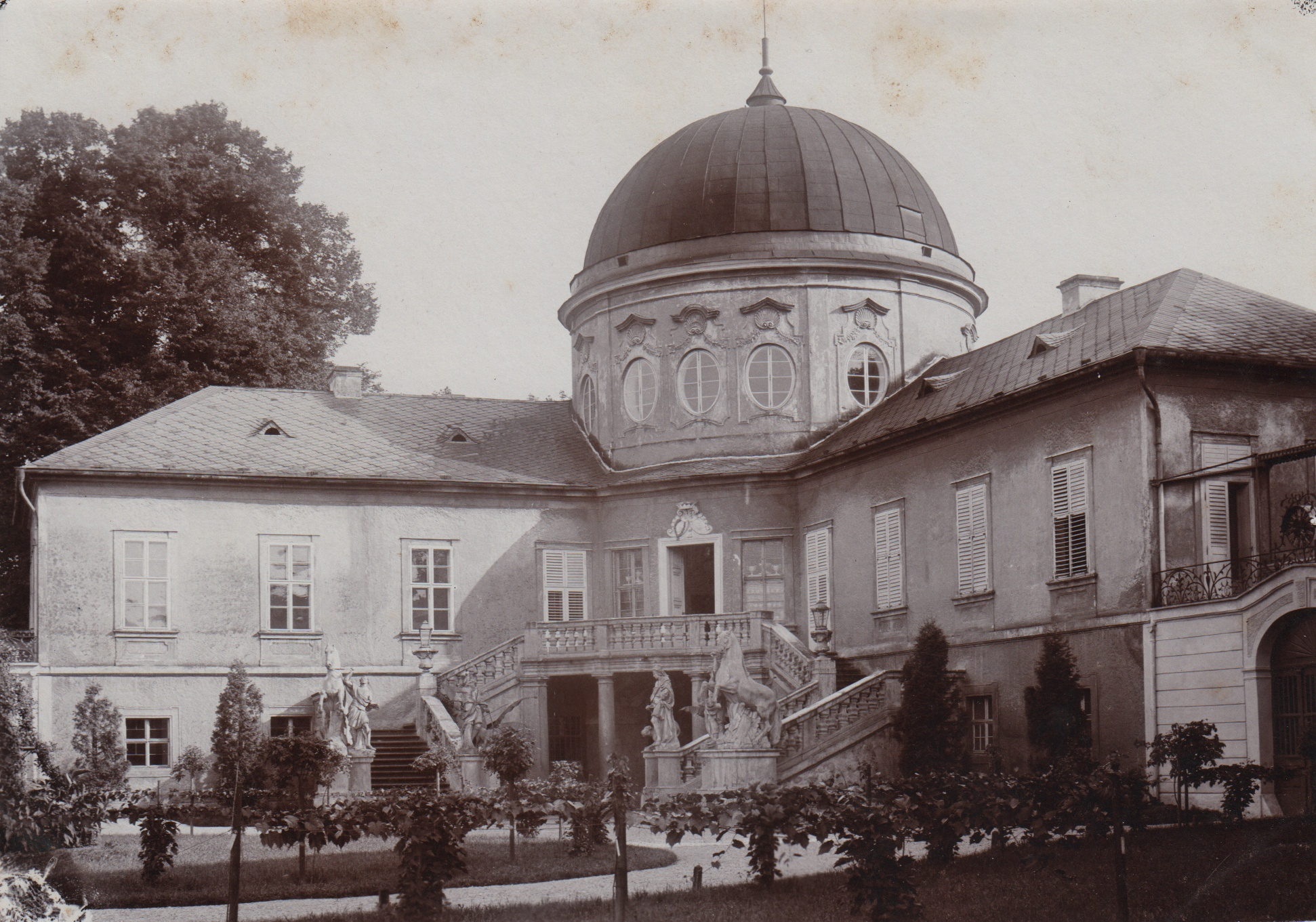
Zámek v roce 1904

Koncem sedmnáctého století patřila krajina v okolí Veltrus k hornobeřkovickému panství Františka Kryštofa ze Scheidleru. Po jeho smrti se 30. října 1698 jeho pět dcer rozdělilo o zděděný majetek. Marie Terezie ze Scheidleru zdědila tzv. jeviněveský díl, k němuž kromě Jeviněvsi patřily Veltrusy, Ouholice a dalších sedm vesnic. Z hospodářských staveb byly na jejím dílu tři poplužní dvory a dva kamenolomy. Chybělo ale vrchnostenské sídlo a pivovar, a proto Marie Josefa, která zdědila Horní Beřkovice, musela Marii Terezii přispět částkou šesti tisíc zlatých a po dobu tří let jí při návštěvách panství umožnit pobyt na hornobeřkovickém zámku.
Dva dny před rozdělením majetku se Marie Terezie provdala za Václava Antonína Chotka, s nímž ihned po svatbě odjela na bělušický zámek. V lednu 1701 Marie Terezie potvrdila přijetí šesti tisíc zlatých jako příspěvek na výstavbu nového sídla a pivovaru, načež manželé nechali postavit malou rezidenci v Jeviněvsi, kde 2. července 1708 pokřtili dceru Joannu Sylvii a Marie Terezie v ní 9. dubna 1709 zemřela.
Václav Antonín Chotek se o stavbě veltruského zámku na ostrově, zmíněném poprvé roku 1705, rozhodl nejspíše v roce 1704. Plány pro stavbu navrhl architekt Giovanni Battista Alliprandi. Předlohou mu byl zahradní palác hraběte Althanna v Rossau, postavený v letech 1689–1693 podle návrhu Johanna Bernharda Fischera. Zápis v Chotkových účtech uvádí, že Alliprandi za návrh dostal sto zlatých a sud vína. Malé úpravy provedl v roce 1708 také Jan Blažej Santini-Aichel. Výstavba začala v roce 1706 a v první polovině roku 1709 byla hrubá stavba dokončena. Řídil ji stavitel Canevalle (snad Marco Antonio). V následujících letech probíhaly práce na výzdobě zámku. Štuky realizoval v letech 1709–1711 Giovanni Domenico Spazio, autor výmalby z let 1709–1710 není znám a jako sochař je na začátku roku 1711 doložen Franz Anton Kuen. Menší práce na zámku probíhaly ještě v letech 1718–1719 a až do třicátých let osmnáctého století se Václav Chotek zabýval především doplňováním rostlin a drobných děl v zámeckém parku.
Zámek (původně pouhý letohrádek, později významně rozšířený) tvoří oválné jádro, k němuž radiálně přiléhají nižší křídla, uspořádaná do tvaru ondřejského kříže. Na severní straně k němu přiléhá čestný dvůr, který uzavírají alegorické sochy dvanácti měsíců a čtyř ročních dob z šedesátých let 18. století od neznámého autora hlásícího se k odkazu dílny Matyáše Bernarda Brauna.
V interiérech převládá móda barokního a rokokového bydlení české šlechty na venkovském sídle. V přízemí zámku se nachází tzv. sala terrena a mimořádně zachovalé „Mušlové pokoje“.
V roce 1754 se uskutečnil v zámeckých a parkových prostorách první vzorkový veletrh na světě pod názvem Velký trh tovarů Království českého za účasti panovnice Marie Terezie a Františka Štěpána Lotrinského.
Až do roku 1945 byl zámek nepřetržitě v majetku Chotků z Chotkova a Vojnína. Posledními soukromými majiteli byli Karel Maria Chotek (1887–1970), zvaný Cary, z březenské větve rodu a jeho manželka, maďarská hraběnka Livie Mailáthová de Székhely (1888–1970). Po druhé světové válce jim byl zámek zkonfiskován na základě Benešových dekretů a následně opustili Československo. Oba zemřeli několik dní po sobě v roce 1970 na zámku Blumenthal poblíž bavorského města Aichach a nezanechali po sobě žádné potomky. V současnosti zámek spravuje Národní památkový ústav.
Hlavní zámecká budova byla zrekonstruovaná společně s revitalizací zámeckého parku a Mlýnského potoka na začátku 21. století. Celý obnovený areál byl kompletně otevřen veřejnosti po 19 letech od uzavření dne 24. července 2021.

## Park

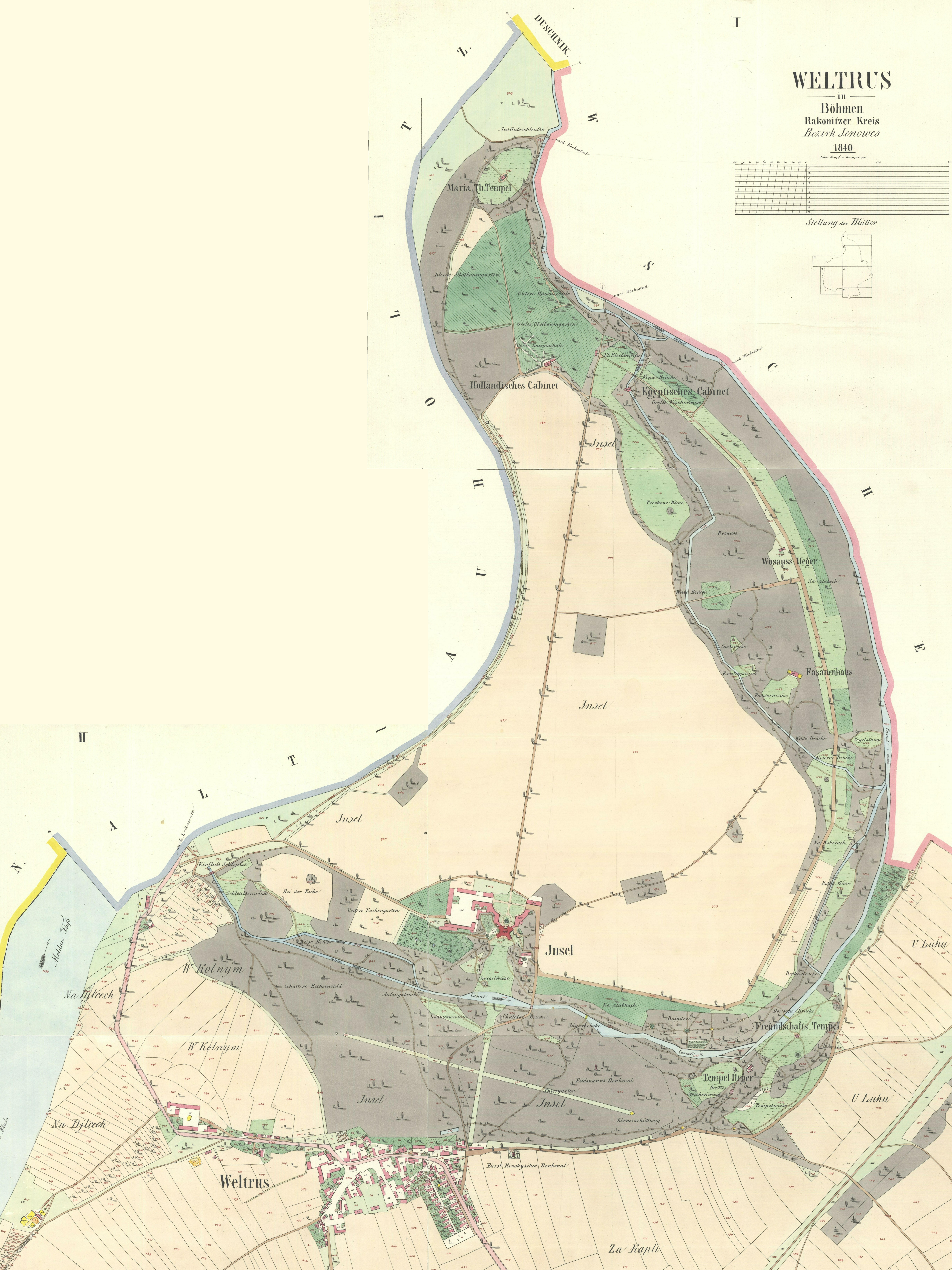
Veltrusy na mapách stabilního katastru z roku 1840

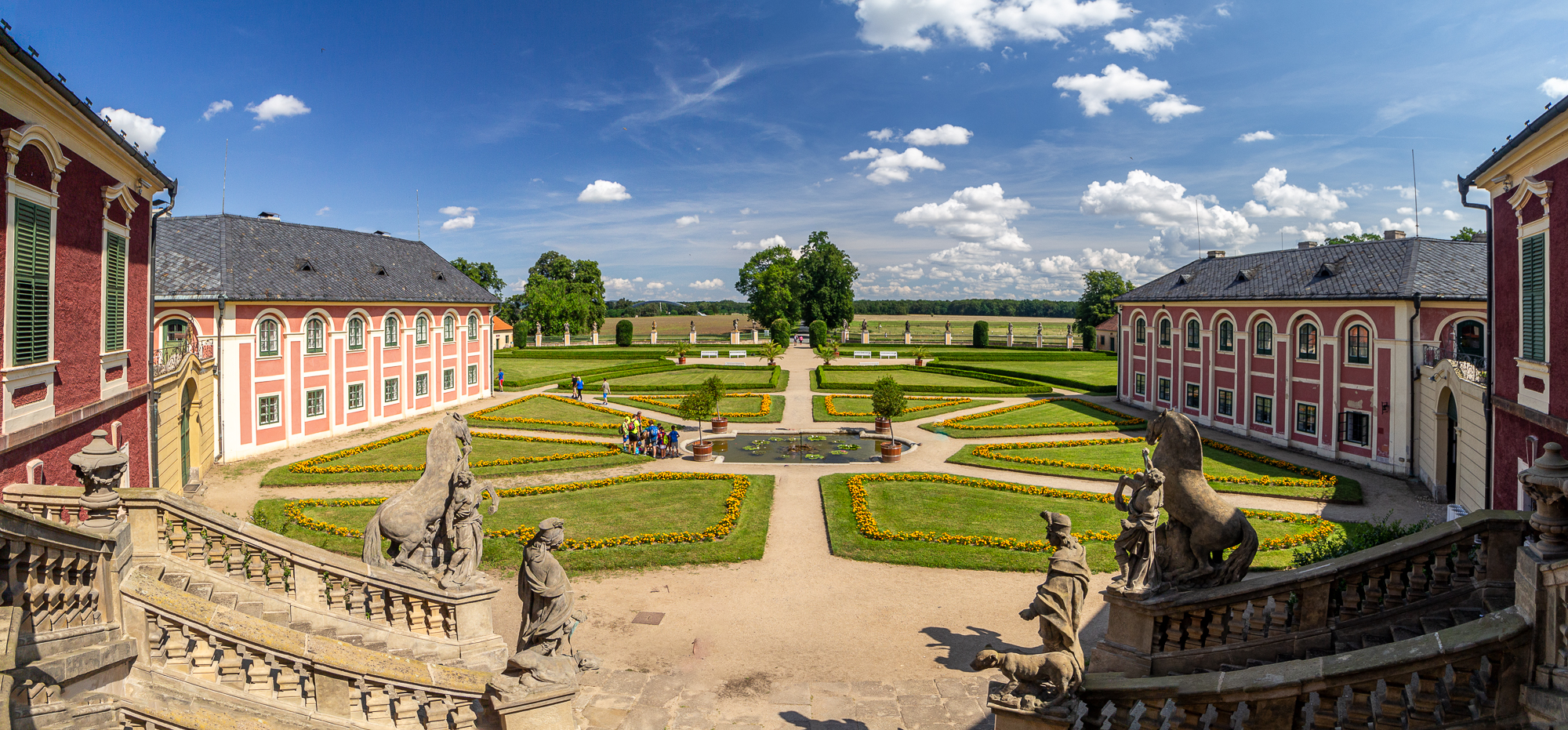
Pohled do francouzského parku v centrální části zámku

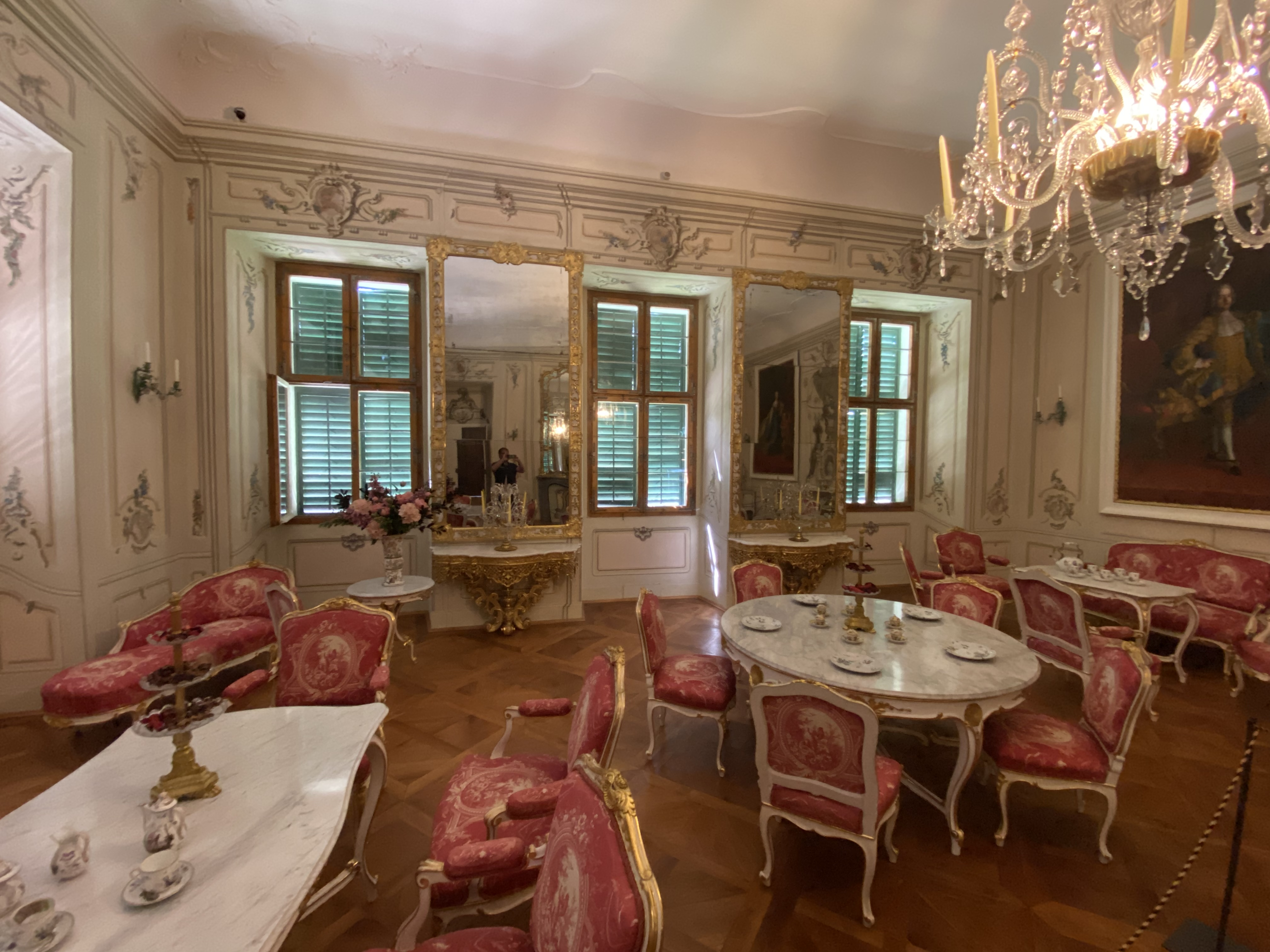
Interiér zámku

Zámek Veltrusy je zakomponován do urbanistického pojetí přírodně-krajinářského parku, s dnes unikátní koncepcí tzv. Okrasného statku, která měla skloubit okrasnou stránku s užitkovou formou. Patří mezi nejstarší v Evropě. Za dob svého největšího rozmachu mělo veltruské panství rozlohu bezmála 2000 ha. Park je součástí přírodní památky Vetrusy.
Park se dlouhou dobu vyvíjel až do současné podoby. Původním úmyslem prvního majitele zámku Václava Antonína Chotka bylo vytvořit obrovskou ornamentální francouzskou zahradu podobnou té nejznámější ve Versailles. Ovšem blízkost vodního toku znamenala časté povodně, které několikrát zničily i francouzskou zahradu. V té době již velmi módní záležitostí začínal být anglický park, což znamenalo proměnu zámeckého okolí ve Veltrusích. Jelikož v 18. století své koryto změnila v okolí zámku i řeka Vltava, Chotkové začali budovat vodní kanál, který procházel celým zámeckým parkem. Po tomto kanálu (uměle zbudovaným pravým ramenem Vltavy) se velmi rádi plavili na lodičkách a zastavovali na nejrůznějších místech, kde si nechali postavit četné pavilony a další odpočinková místa, která hojně využívali k relaxaci a občerstvení. 
Jak již bylo zmíněno, veltruské panství sloužilo k okrase i užitku, což vysvětlují rozličné účelové stavby jako sušárna ovoce, hospodářský dvůr atd. Nicméně koncem 19. století a ve většině 20. století začal veltruský park i zámek vlivem různých činitelů upadat. Nejprve se Chotkové přesměrovali ku Kačině, kde si vybudovali nový zámek, což vedlo ke ztrátě zájmu o Veltrusy. Následně někdo oslavoval vznik Československa tak, že podpálil Čínskou bažantnici, která byla bohatě zdobena čínskými motivy a ve které se chovali zlatí a stříbrní bažanti. 
Také druhá světová válka poznamenala zámecké okolí, kdy byly zničeny další stavby. Další ranou byla památková péče v dobách vlády KSČ, kdy vzácné dřeviny byly nahrazovány běžnými, mobiliář byl zredukován apod. Největší pohromou však byla povodeň v srpnu roku 2002, kdy byla zaplavena většina parku a závažně poničena velká část staveb i dřevin.
Veltruský park se dokázal se všemi negativními vlivy vypořádat a patří k oblíbeným místům k odpočinku, procházce či výletu na kolech. Svou rozlohou zaujímá asi 3 pražské Stromovky. Dodneška se dochovaly celkem 4 pavilony, spousta soch, několik desítek vzácných dřevin a většina účelových staveb, a proto vzhledem ke své poloze mezi průmyslovými městy bývá označován jako Perla dolního Povltaví či oáza Středočeského kraje. K celkové rekultivaci a obnově značné části parku do stavu v 19. století přispívá již zmíněný projekt Schola naturalis. 
Od července 2021 je otevřena hlavní zámecká budova, kde jsou nabízeny dva okruhy, a to Zlaté časy ve službách císařovny a Rodinný život pana Hraběte. V severozápadním křídle je možné navštívit expozici Aristokracie: začátek konce věnovanou poslední generaci Chotků, která se nachází v severozápadním křídle zámku. Parkem se můžete nechat provést na cykloprohlídce s průvodcem, ale musíte se objednat nejméně týden předem. U vstupní brány je otevřeno informační centrum zámku, ve kterém probíhají sezónní výstavy.
Veltruský park má nepravidelný tvar, který připomíná prohnutý jazyk. Jeho kořen, jižní část parku tvoří hranici s obcí Veltrusy, kde je i hlavní vjezd do parku. Tato jižní část se svažuje směrem k zámku, prochází lesoparkem zvaným Obora, kde jsou výběhy lesní zvěře. Zámek se nachází přibližně v těžišti parku. Západní hranici parku tvoří řeka Vltava. U jejího břehu, pod Laudonovým pavilonem začíná Mlýnský potok, který je pravostranným ramenem Vltavy. Většina areálu parku včetně zámku je tak na ostrově. Mlýnský potok prochází Oborou kolem zámku a následně sleduje východní hranici parku. Zde se dělí do dvou větví, které se spojují nedaleko umělé zříceniny. Potok je překlenut řadou můstků. V jeho blízkosti se nachází většina romantických pavilonů a Červený mlýn. Park je na severu uzavřen soutokem Vltavy a Mlýnského potoka u dálničního mostu přes Vltavu. Osou parku je Osová alej, která vychází od zámku směrem k Červenému mlýnu na severu. Směrem od zámku paralelně s Mlýnským potokem vede okružní alej, která vytváří protipól k pobřeží Vltavy. S Osovou alejí se spojuje nedaleko Červeného mlýna.

### Parková architektura
V duchu pastýřského romantismu se v parku střídaly v malebných krajinných scenériích háje, louky, zahrady, pole, aleje a remízky s mnoha účelovými, zdobnými i kulisovými stavbami, z nichž některé se dochovaly do dnešních časů, ostatní postupně zanikly. Klasicistně-empirovou parkovou architekturu dnes tvoří Laudonův pavilon, Pavilon „Chrám Přátel venkova a zahrad“, Dórský pavilón (Jindřichův templ), socha boha Martha, socha sfingy s mostem, umělá zřícenina, pseudogotická stavba Červený mlýn, Pavilon Marie Terezie a několik mostků. V této koncepci je veltruský zámecký areál unikátní nejen na českém území, ale i v Evropě.[zdroj⁠?!]

## Zámek a park ve filmu
Zámek společně s takřka 300hektarovým parkem láká nejen tuzemské a zahraniční turisty, ovšem i filmaře z různých koutů světa. Na zámku i v parku se do nynější doby natáčelo několik desítek filmů, televizních inscenací, pohádek, seriálů či dokumentárních a soutěžních pořadů. Z těch nejznámějších jmenujme alespoň:
- Prstýnek (1944)
- Malá mořská víla (1976)
- Hejkal (1978)
- Amadeus (1984)
- O princezně na klíček (1987)
- Případ pro zvláštní skupinu (1989)
- Učitel tance (1994)
- Král Ubu (1996)
- Babí léto (2001)
- Komisař Maigret (2002)
- Doktor Živago (2002)
- Rudý baron (2008)
- Princezna a půl království (2019, režie: Karel Janák)
- Zakleté pírko (2020, režie: Zdeněk Troška)
- Zločiny Velké Prahy, 3. díl – U zdi (2021, režie: Jaroslav Brabec)
- Eliška a Damián (2023, seriál TV Prima)

## Galerie
Snímky Mlýnského potoka a jeho okolí jsou řazeny postupně po proudu potoka 

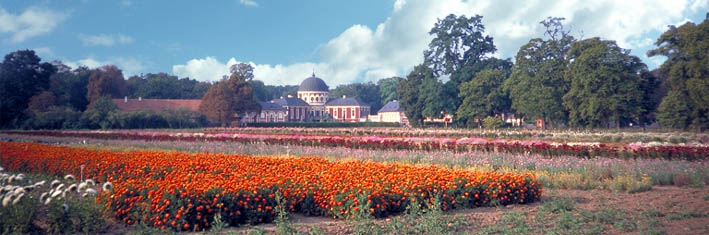
Přírodně-krajinářský park
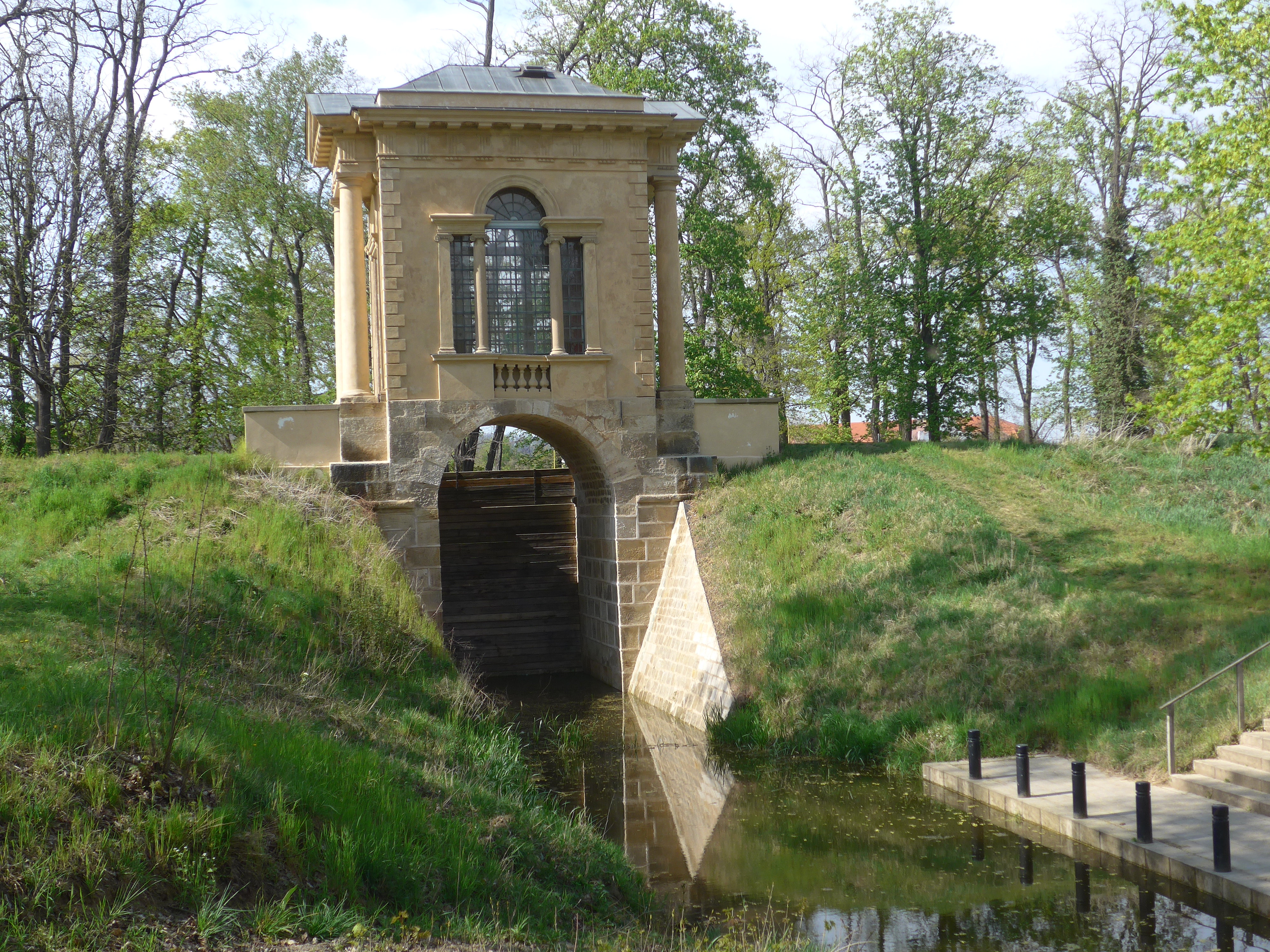
Park Veltrusy, Laudonův pavilon – počátek Mlýnského potoka
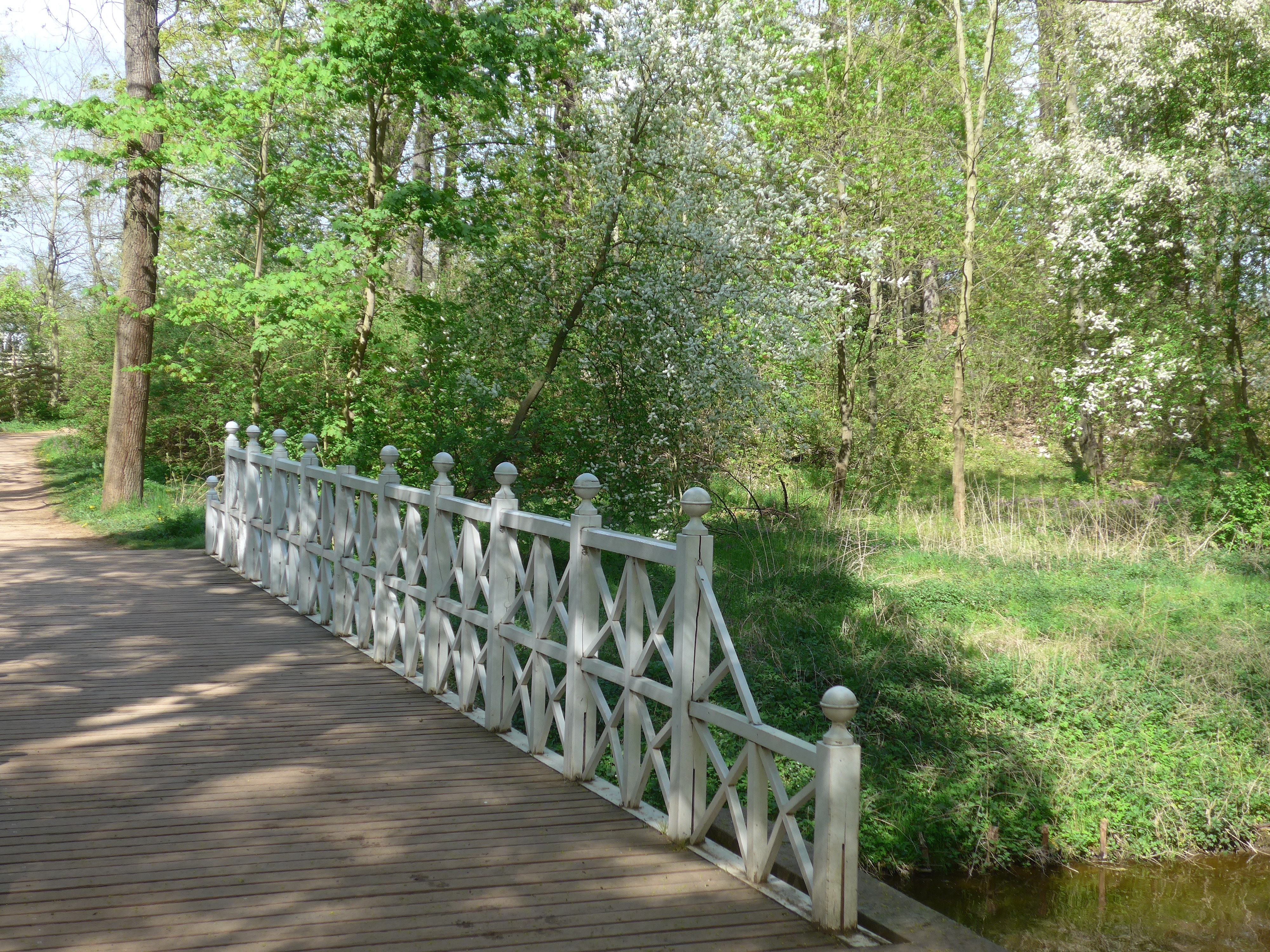
Bílý most
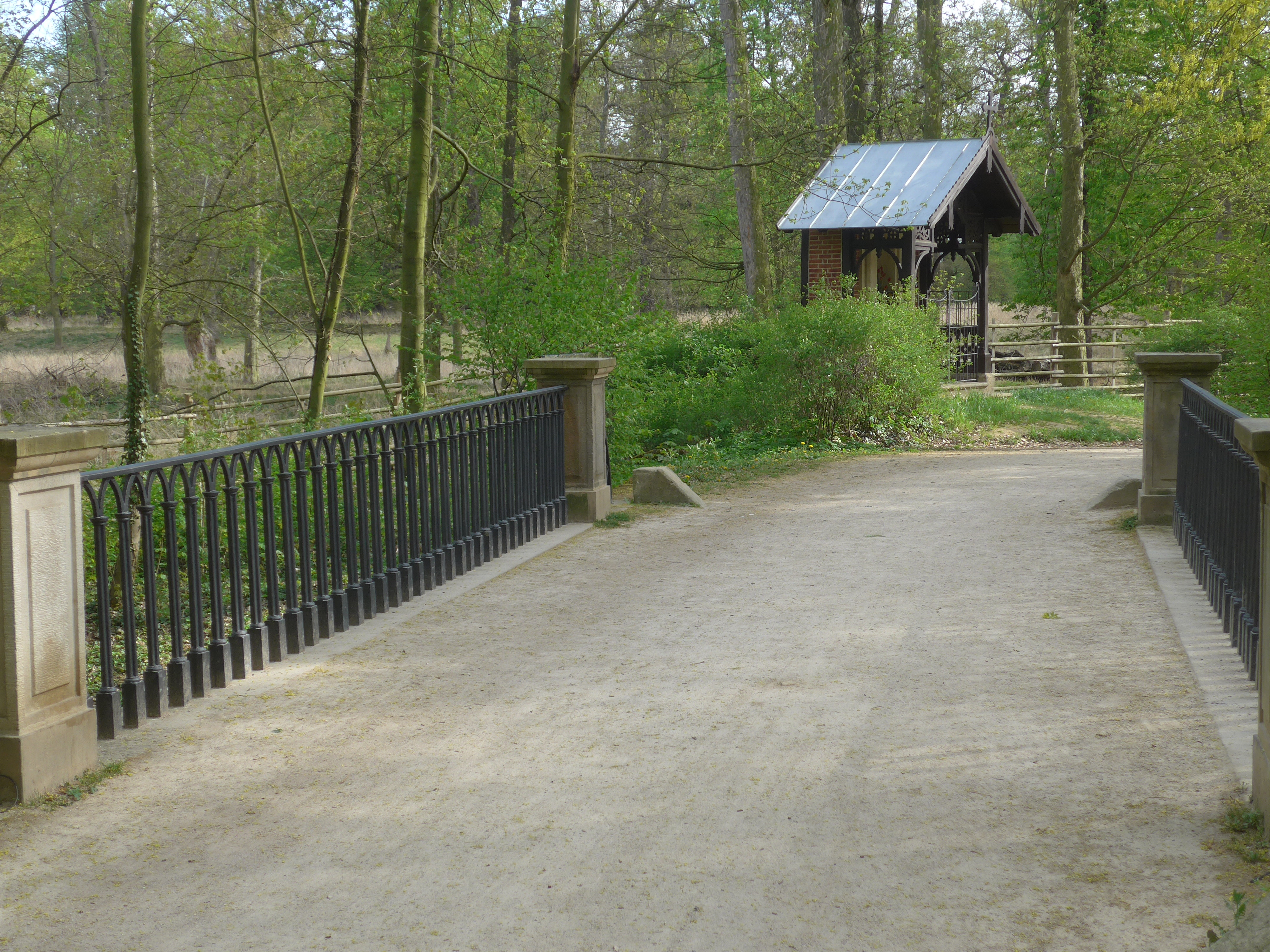
Most u Carlotiny kapličky
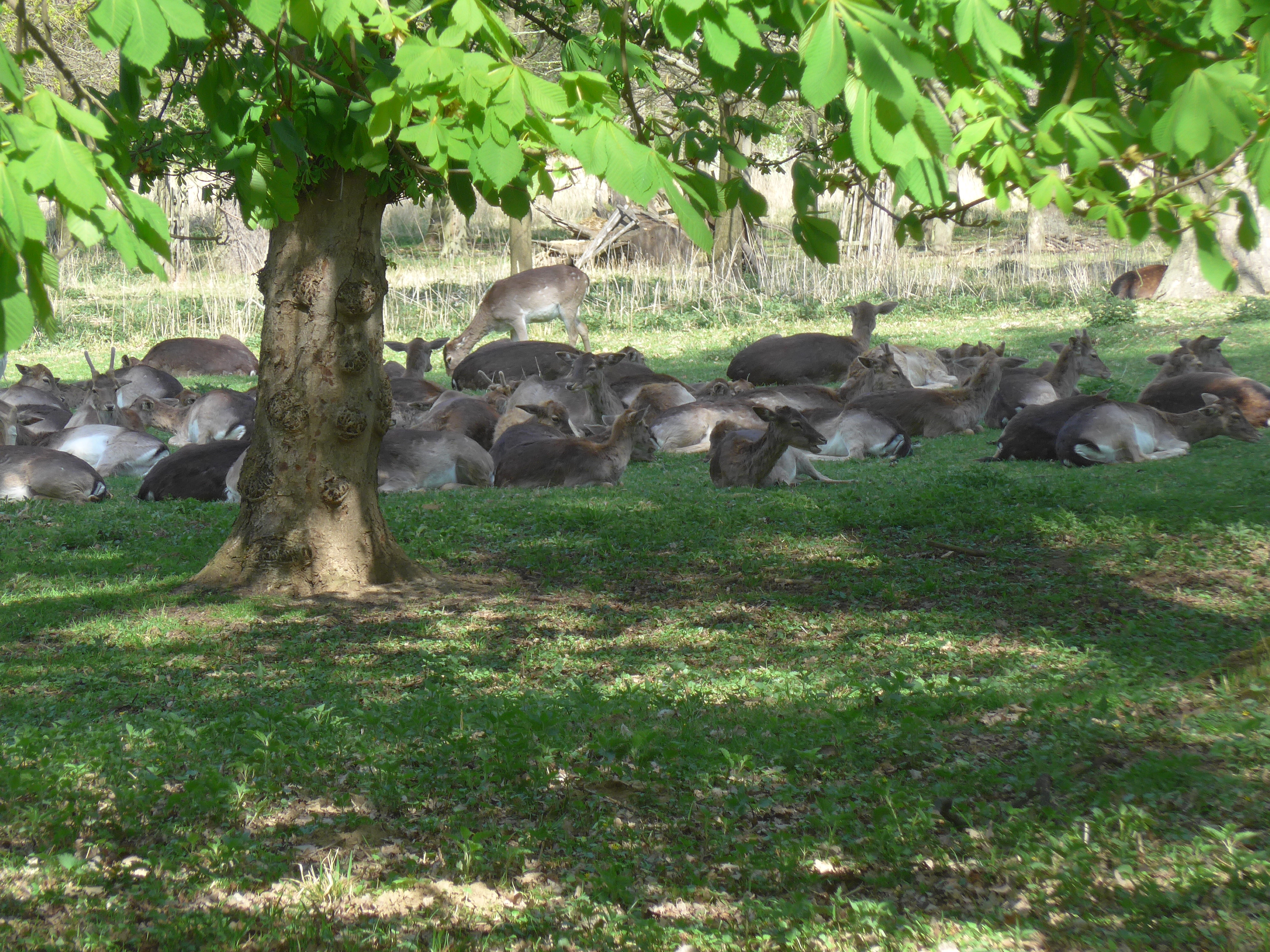
Daňčí obora
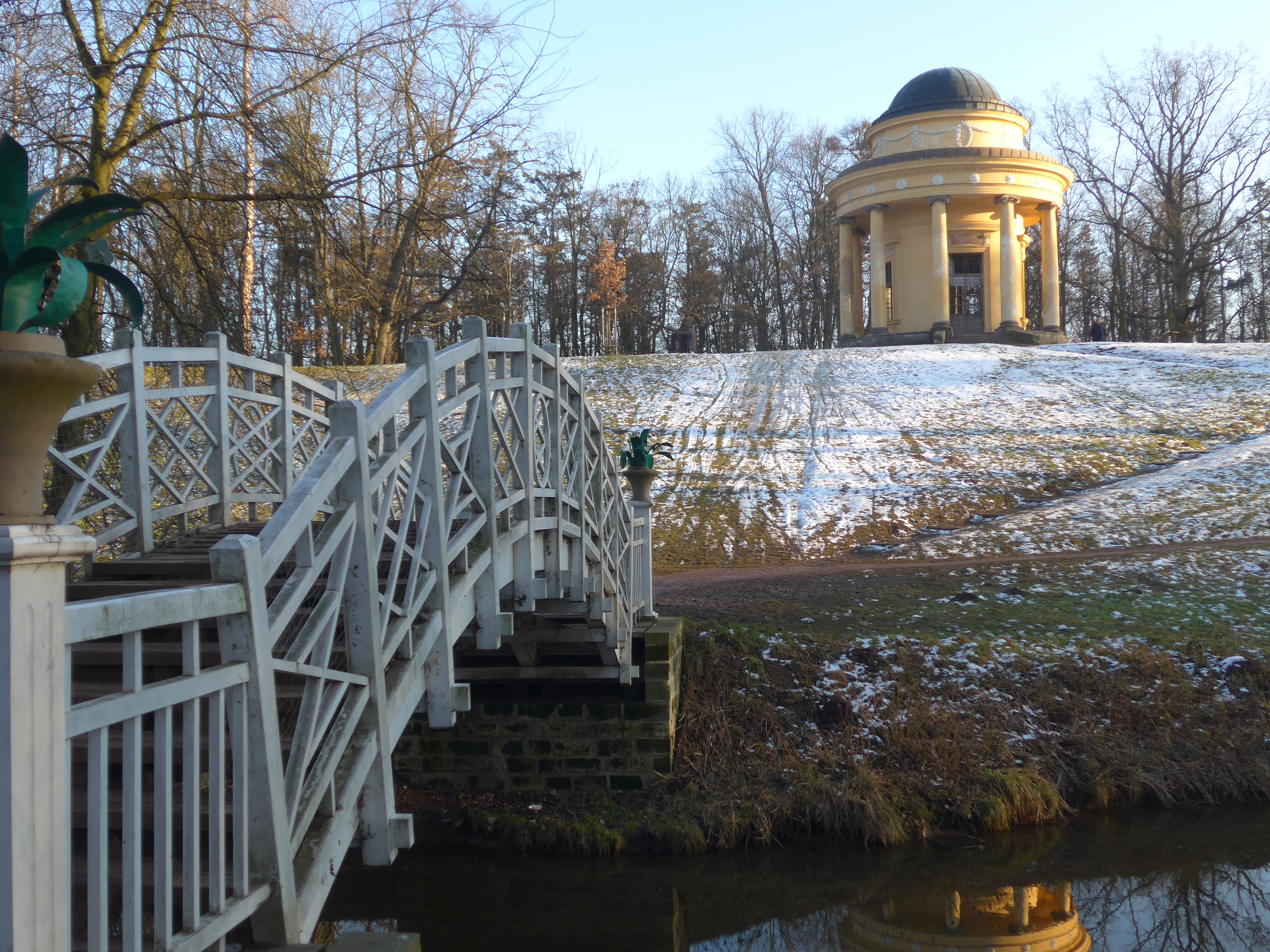
Templová lávka, v pozadí Chrám přátel venkova a zahrad
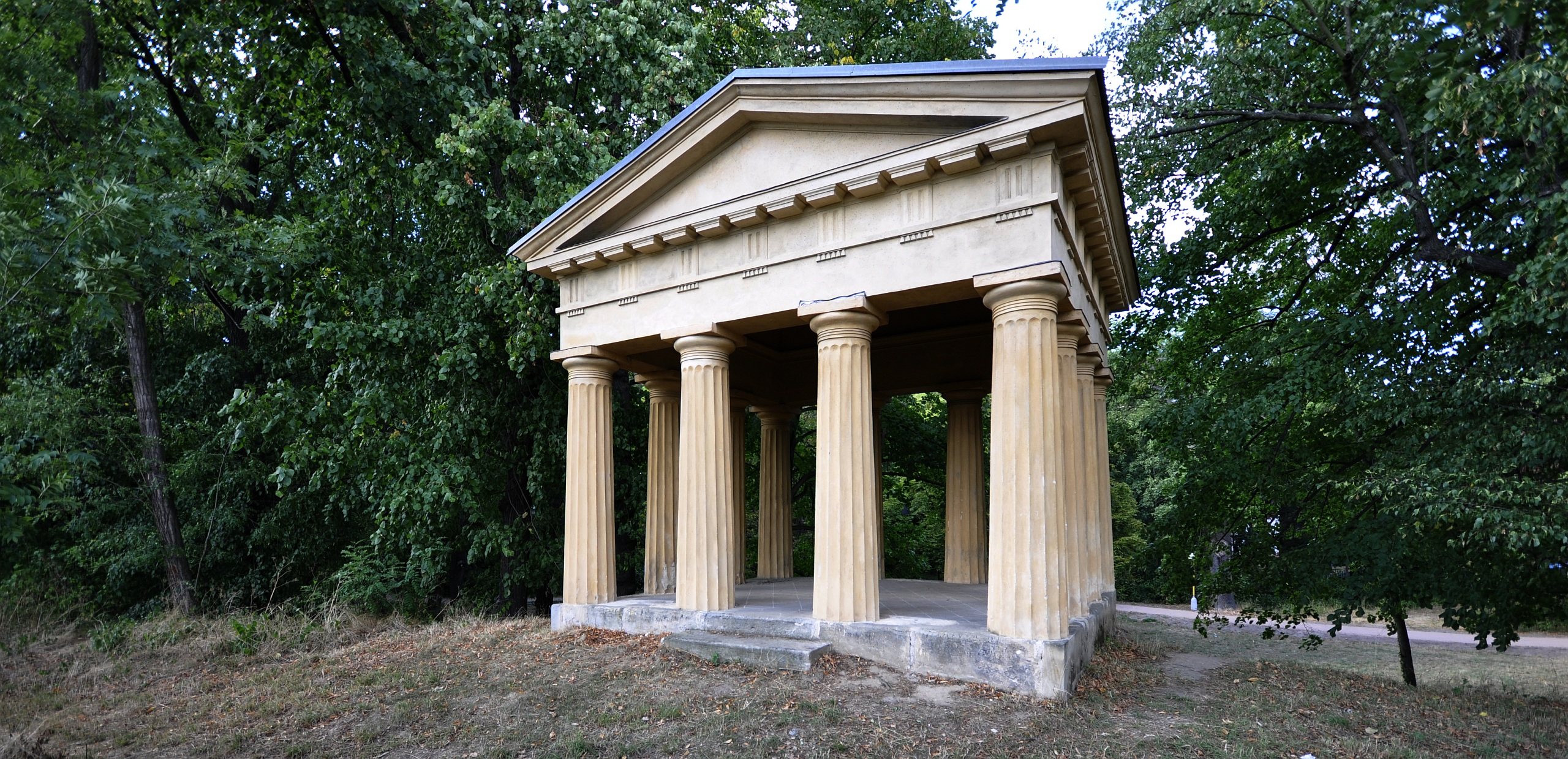
Dórský pavilon
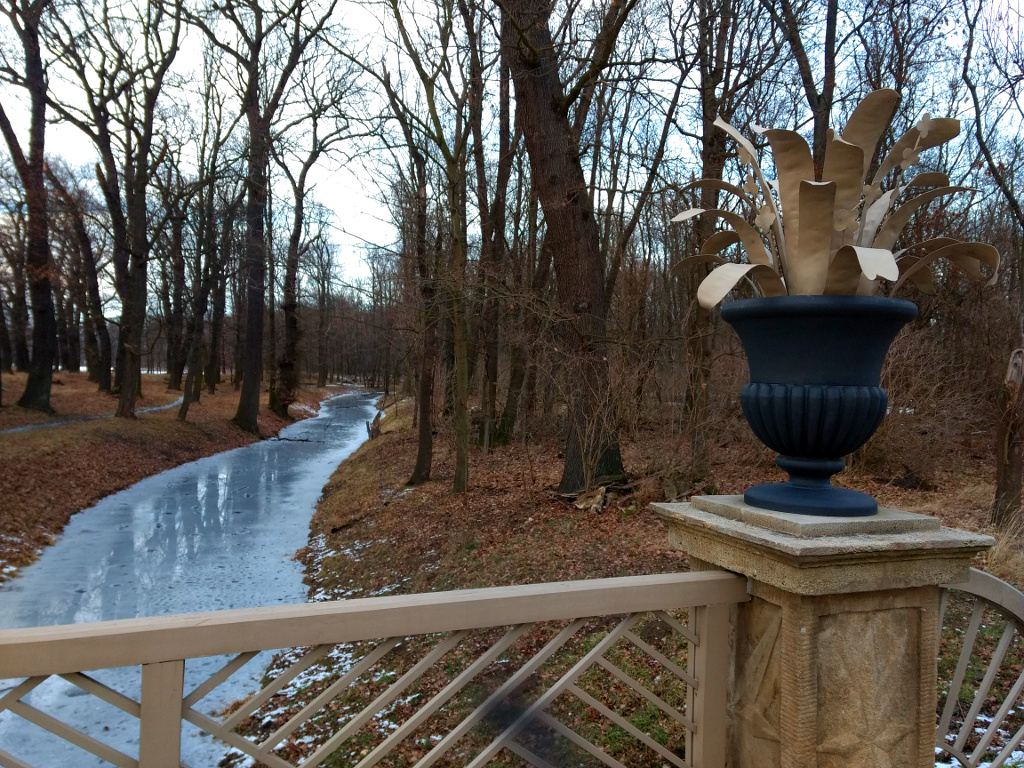
Vosoušský mostek přes Mlýnský potok
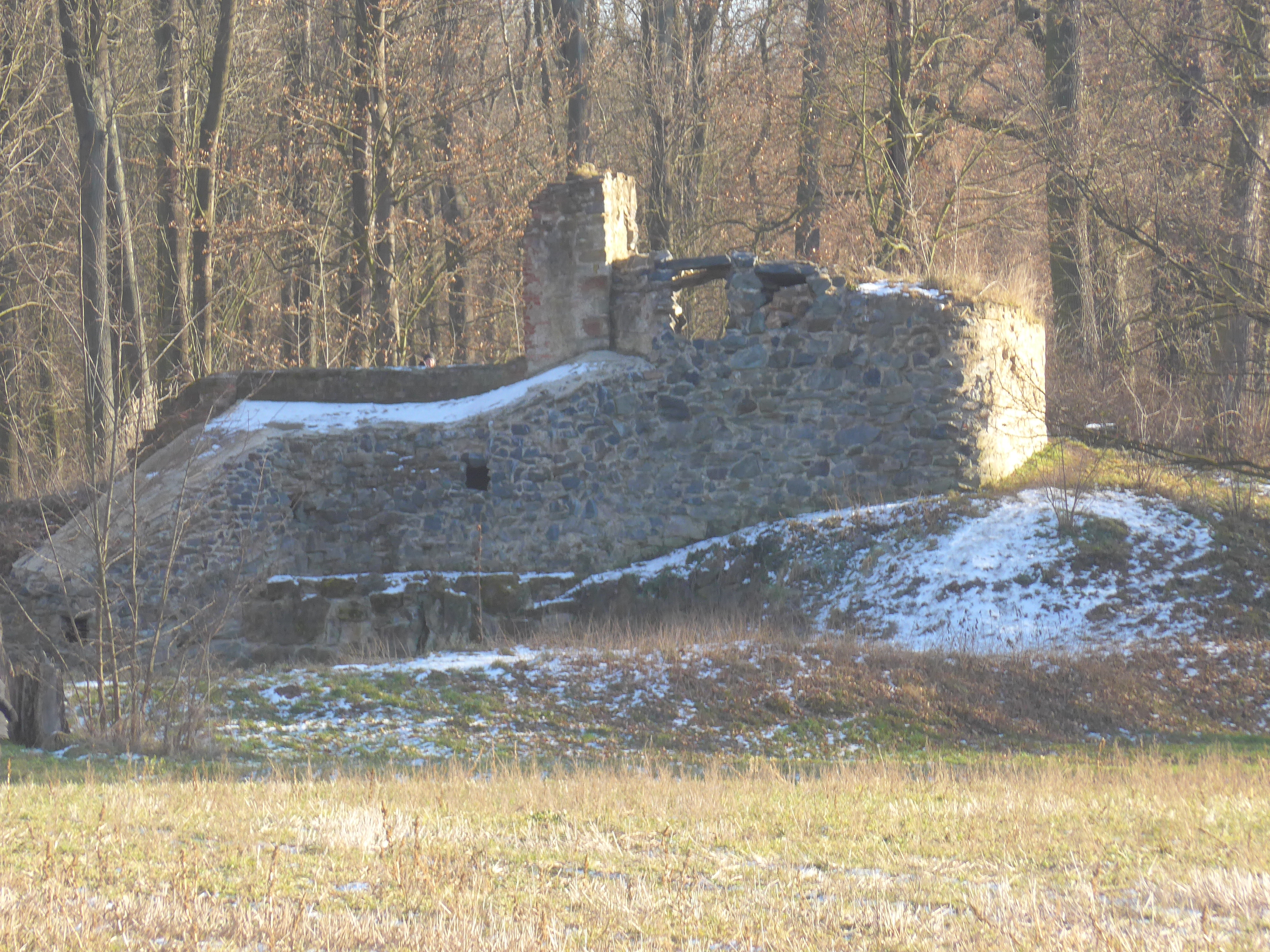
Zřícenina Egyptského pavilonu
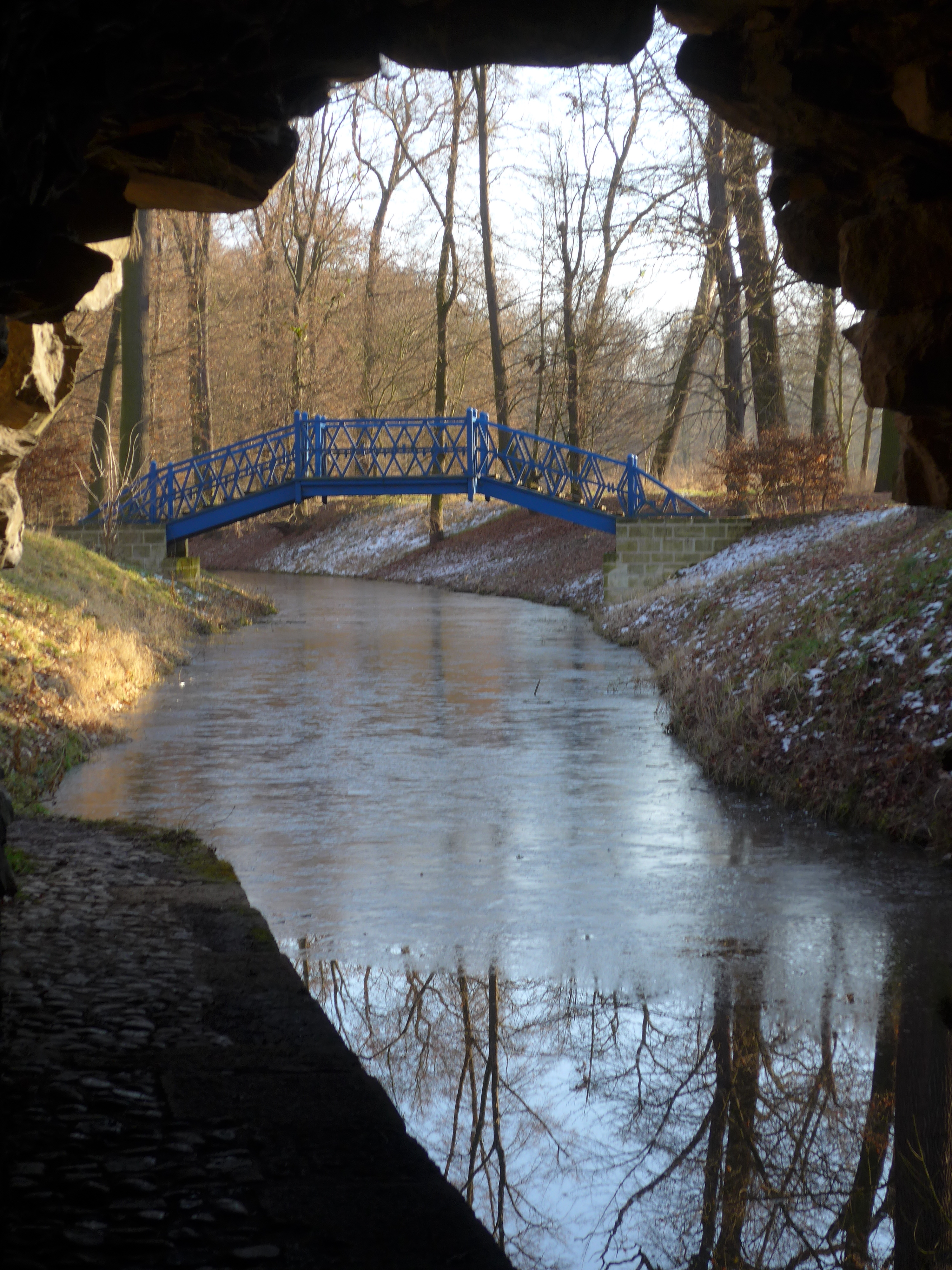
Tunel pod zříceninou Egyptského pavilonu, v pozadí vyhlídkový mostek
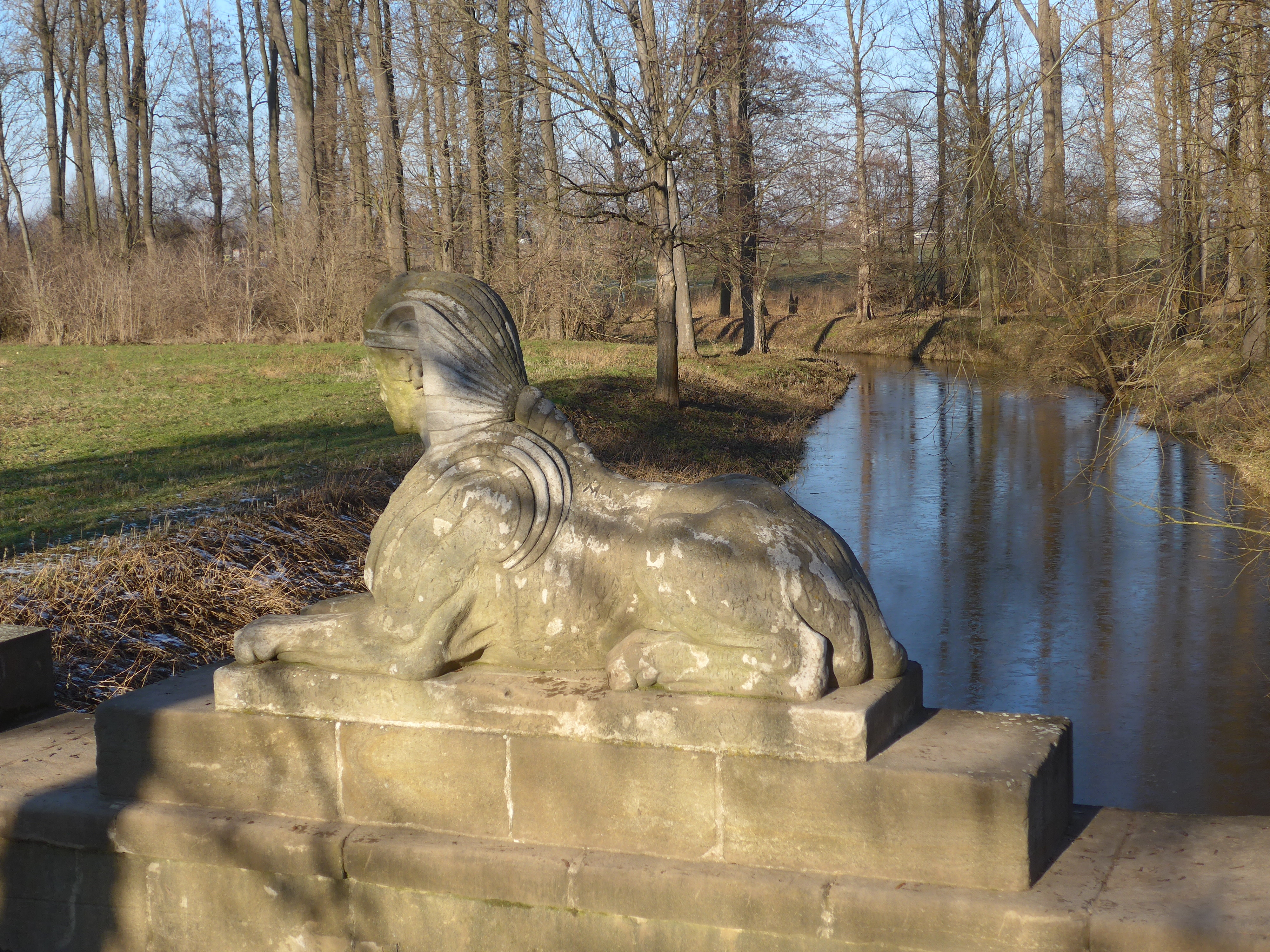
Most se sfingou
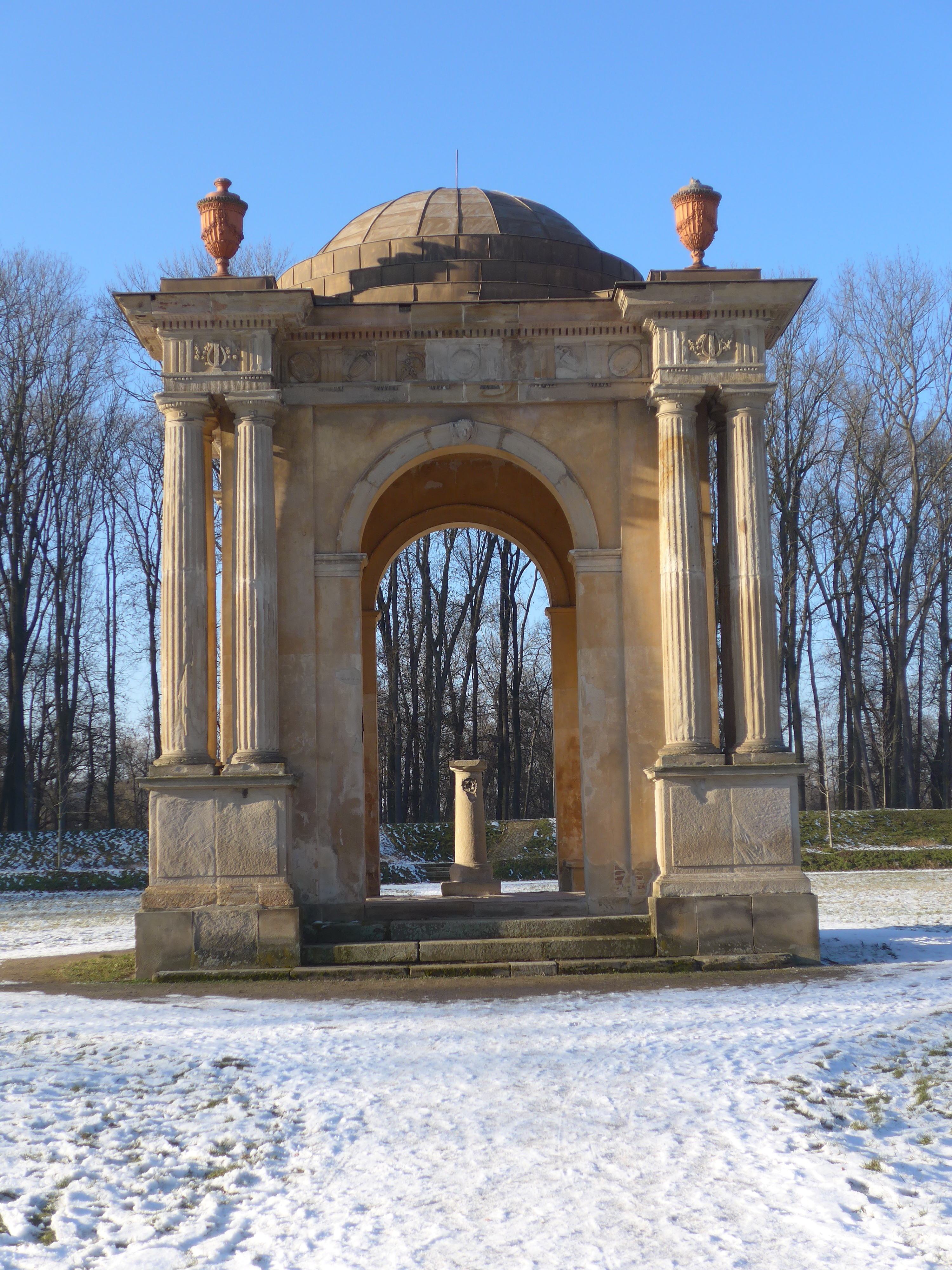
Pavilon Marie Terezie
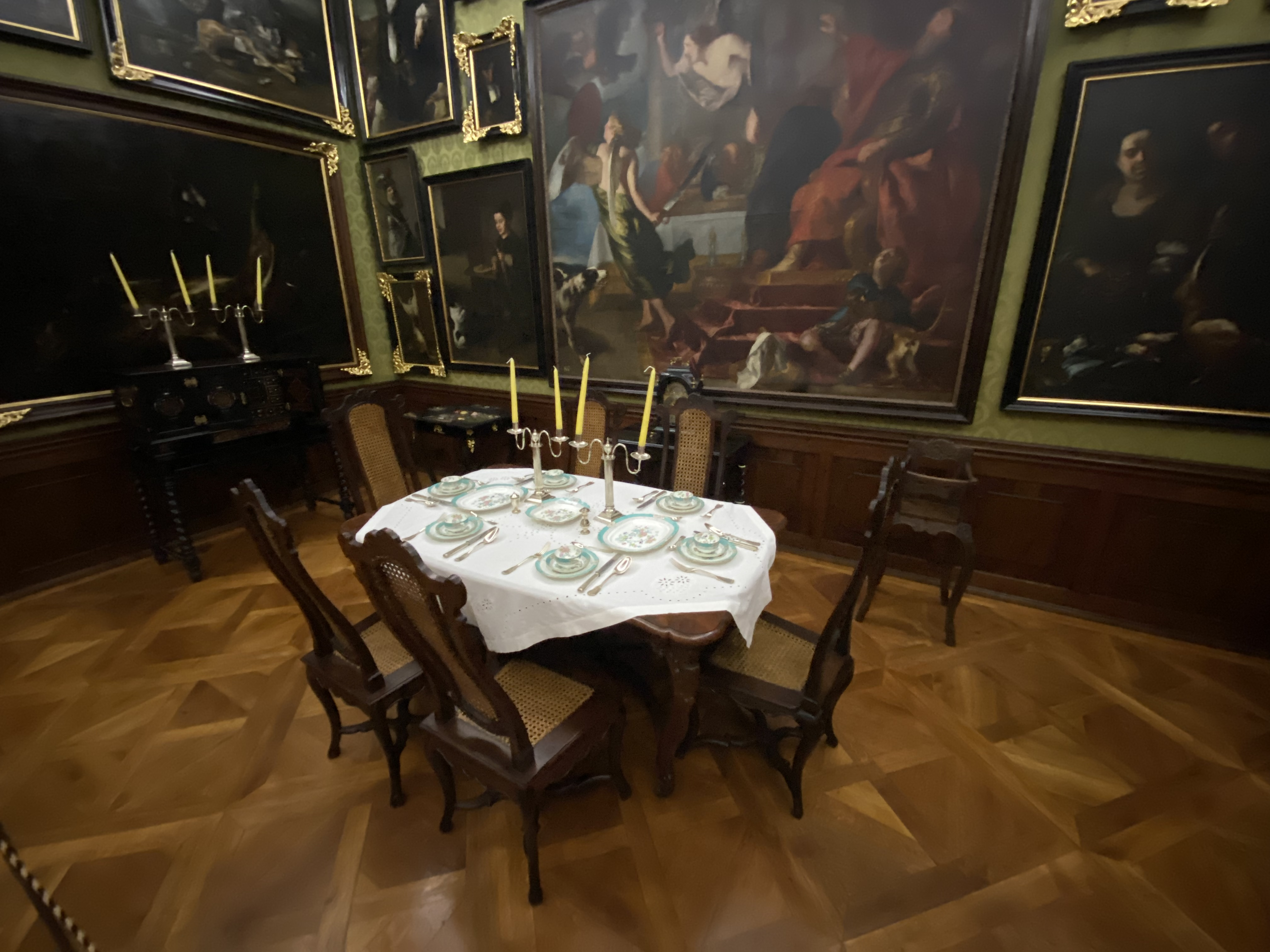
Interiér zámku Veltrusy